# Leadfoot
Leadfoot é uma banda de stoner rock formada em Raleigh, Carolina do Norte, pelo vocalista Karl Agell e também pelo baixista Phil Swisher. Ambos eram membros da banda de heavy metal: Corrosion of Conformity.

## Álbuns
| Data de lançamento | Título            | Gravadora        |
| 1997               | Bring It On       | The Music Cartel |
| 1999               | Take a Look       | The Music Cartel |
| 2003               | We Drink For Free | Abstract Music   |